# Billy Drago
Billy Drago, született William Eugene Burrows (Hugoton, Kansas, 1945. november 30. – Los Angeles, Kalifornia, 2019. június 24.) amerikai televíziós és filmszínész.

## Élete
Burrows 1945. november 30-án született a kansasi Hugotonban, William Franklin Burrows Jr. és Gladys Marie Wilcox (1918–1990) fiaként. Anyai ágon roma, apai ágon pedig amerikai származású indián volt. Később nagyanyja leánykori nevét, a "Dragót" vette fel művésznevének, hogy ne keverjék össze egy másik színésszel. Gyerekkorában a szülei gyakran elvitték őt a vidéki városuk filmszínházába.
A középiskola elvégzése után az Associated Press újságírójaként kezdett dolgozni, később pedig a rádió népszerű hangja lett, amely először Kanadába, majd New Yorkba vezette. Miután rövid ideig egy turnézó színházi csoporttal dolgozott, kaszkadőrként dolgozott a Boot Hillben a kansasi Dodge Cityben. Innen a Kansasi Egyetemre ment tovább. A főiskola elvégzése után csatlakozott egy színész társulathoz.

## Magánélete és halála
1980-ban Drago feleségül vette Silvana Gallardo színésznőt, akivel a 2012-ben bekövetkezett haláláig együtt volt. Két fiuk született: Derrick Burrows és Darren E. Burrows, akik szintén színészek.
2019. június 24-én Drago Los Angelesben, 73 éves korában meghalt agyvérzést követő szövődményekben.

## Fontosabb filmjei
- Széljáró (Windwalker) (1980)
- Cutter útja (Cutter's Way) (1981)
- T. J. Hooker  (1983, 1986, tv-sorozat, két epizódban)
- Fakó lovas (Pale Rider) (1985)
- Tomboló terror (Invasion U.S.A.) (1985)
- Vámpír sztripperek (Vamp) (1986)
- Szemtanú (In Self Defense) (1987, tv-film)
- Aki legyőzte Al Caponét (1987)
- Szemtanú (In Self Defense) (1987, tv-film)
- A hős és a terror (Hero and the Terror) (1988)
- Autópálya (Freeway) (1988)
- Testvérháború (True Blood) (1989)
- Delta kommandó 2. – A kolumbiai kapcsolat (Delta Force 2: The Colombian Connection) (1990)
- Fegyvermánia (Guncrazy) (1992)
- Az alvilág hálójában (The Outfit) (1993)
- Halálos hősök (Deadly Heroes) (1993)
- Vadnyugati fejvadász (The Adventures of Brisco County, Jr.) (1993–1994, tv-sorozat, hat epizódban)
- Sohase mondd, hogy halál (Never Say Die) (1994)
- Zsaru a Holdról (Lunarcop) (1995)
- Veszélyek iskolája (Drifting School) (1995)
- Fegyvermánia (Mad Dog Time) (1996)
- Ördögök szigete (Assault on Devil's Island) (1997, tv-film)
- Lima – A hallgatáson túl (Lima: Breaking the Silence) (1999)
- Bűbájos boszorkák (Charmed) (1999–2004, tv-sorozat, hét epizódban)
- Titokzatos bőr (Mysterious Skin) (2004)
- Gyilkos aréna (The Circuit) (2002)
- Sziklák szeme (The Hills Have Eyes) (2006)
- Szívatós szívesség (Moving McAllister) (2007)
- Méregfog (Copperhead) (2008, tv-film)
- Rázzad, bébi! (Balls to the Wall) (2011)
- A lentnél is lejjebb (Low Down) (2014)

## Fordítás
- Ez a szócikk részben vagy egészben  a   Billy Drago című angol Wikipédia-szócikk fordításán alapul.  Az eredeti cikk szerkesztőit annak laptörténete sorolja fel. Ez a jelzés csupán a megfogalmazás eredetét és a szerzői jogokat jelzi, nem szolgál a cikkben szereplő információk forrásmegjelöléseként.